# NGC 1742
NGC 1742 est constitué d'un groupe étoiles situé dans la constellation d'Orion. L'astronome irlandais Robert Stawell Ball a enregistré la position de cette étoile le 29 décembre 1866.